# Ratan, Robertsfors kommun
Ratan är en småort i Bygdeå socken i Robertsfors kommun ca 45 km norr om Umeå. Ratan är av riksintresse för kulturmiljövården.

## Historik
Byn grundades under tidigt 1600-tal av finländaren Leifi Spaps[källa behövs] som bosatt sig i området och insåg den betydelse en hamn hade i tider då alla transporter skedde sjövägen. I skriftliga källor nämns Ratan första gången 1681, men avgörande för Ratans utveckling var att byn 1767 blev stapelhamn för städer i Västerbotten, framför allt Umeå hamn. 
I Ratan inträffade under 1809 års krig mot Ryssland träffningen vid Ratan. 
År 1890 byggdes på ön en åtta meter hög fyr. Denna fick 1922 en modern Dalénapparat. Fyren elektrifierades och avbemannades 1971.

### Stapelhamnen Ratan
Ratan blev en stapelhamn 1767, vilket innebar att alla varor som importerades eller exporterades via sjövägen från Torneå, Luleå, Piteå och Umeå skulle förtullas i Ratan. Ett packhus och Stora sjötullkammaren etablerades på Rataskär fast senare flyttades de över till fastlandet. Här stämplades fartygens klareringspapper. Innan de flyttade tullkammaren och packhuset till fastlandet så kunde man gå till en krog som låg ca 100m söder om tullhuset.
Då Ratan blev en stapelhamn och tullkammaren byggdes ökade behovet av olika yrkesgrupper. Förutom tullförvaltaren var man tvungen att ha jaktbåtsmän och tullroddare till sjöss. I land skulle det finnas personer som skulle genomsöka fartygens utrymmen för att söka efter varor. Man skulle också anställa en mätare vars uppgift var att skriva utfärdande av mätbrev för nybyggda fartyg.
En av Ratans tullförvaltare var Otto Reinhold Taube (1816-1892), farfar till Evert Taube. 
Stapelplatsen i Ratan blev tidigt kritiserad av de närliggande städerna. Handlarna i Umeå som skulle fara söderut var tvungna att först segla upp till Ratan för att därefter börja sin resa söderut. År 1812 var tullkammarens sista år i Ratan, men funktionen som tullstation var kvar till 1905.
Vid slutet av 1700-talet, när borgarna i Umeå fick till stånd en tullstation på Bredskär vid Umeälvens inlopp, minskade hamnen i betydelse, men hade ändå en viktig funktion fram till 1940-talet. Då tullverksamheten flyttades från Ratan 1905, byggdes en ångsåg vars produkter skeppades ut via hamnen. Hamnen i Ratan blev mer av en nödhamn för bogserbåtar med timmersläp. 
Numer används hamnen som en gästhamn för fritidsbåtar.

### Vattenståndsmärken
I Ratan och i hela Sverige hade man levt med teorin om vattuminskning. År 1749 högg Carl von Linnés elev Samuel Chydenius ett märke på Ledskär. Märket tycktes stärka teorin om att vattnet gav sig undan, men vart tog det vägen? Iakttagelserna var av stor vikt för att kunna sätta rätt djupangivelser på sjökorten. Detta följdes upp av två andra naturvetare som högg in ett märke på Rataskär 1774. Detta ledde så småningom till att man bland annat i Ratan började bygga mareografer.
Den första mareografen i Ratan fungerade genom att ett lod var nedsänkt i vattnet. Lodarmen var kopplad till en penna. Pennan i sin tur ritade in variationerna i vattenståndet på en pappersrulle som var kopplad till pendeln i en klocka i mareografen så att man därigenom fick avläsningar i realtid.

## Galleri

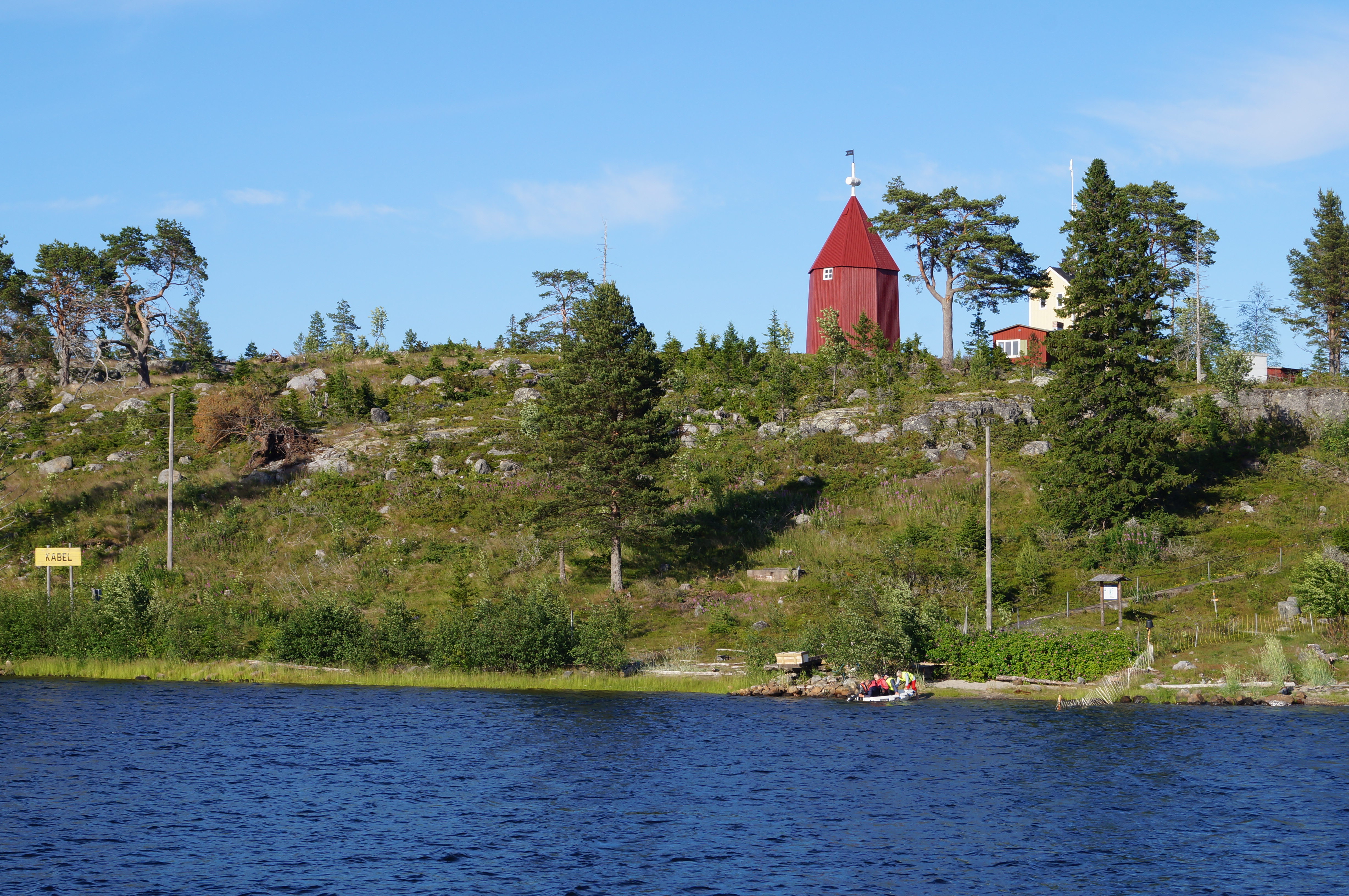
Rataskäret med den röda båken.
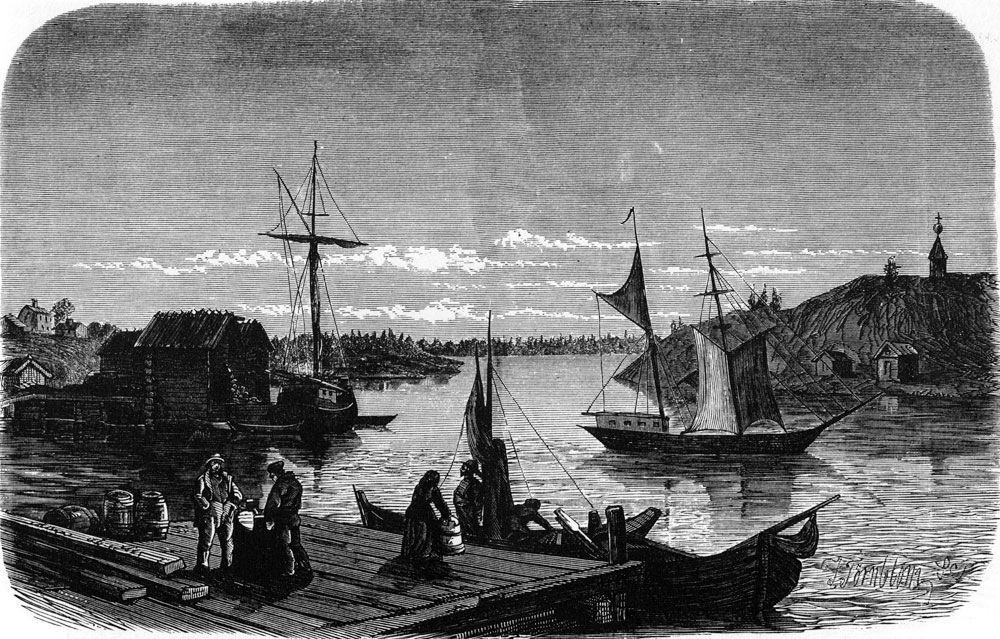
Ratans hamn på 1870-talet. Teckning av Fritz von Dardel i Ny Illustrerad Tidning.
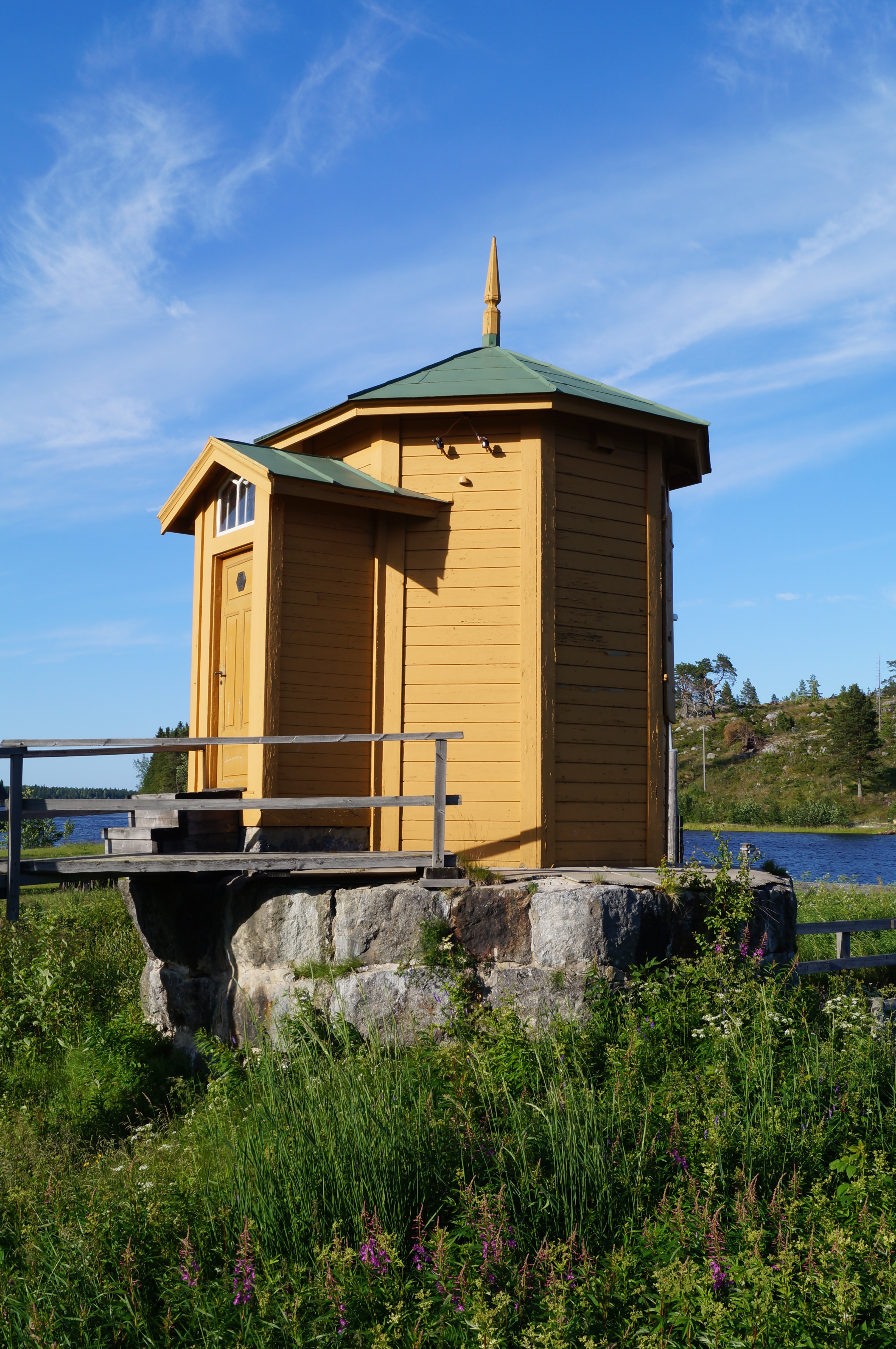
Den byggnadsminnesförklarade mareografen i Ratan.
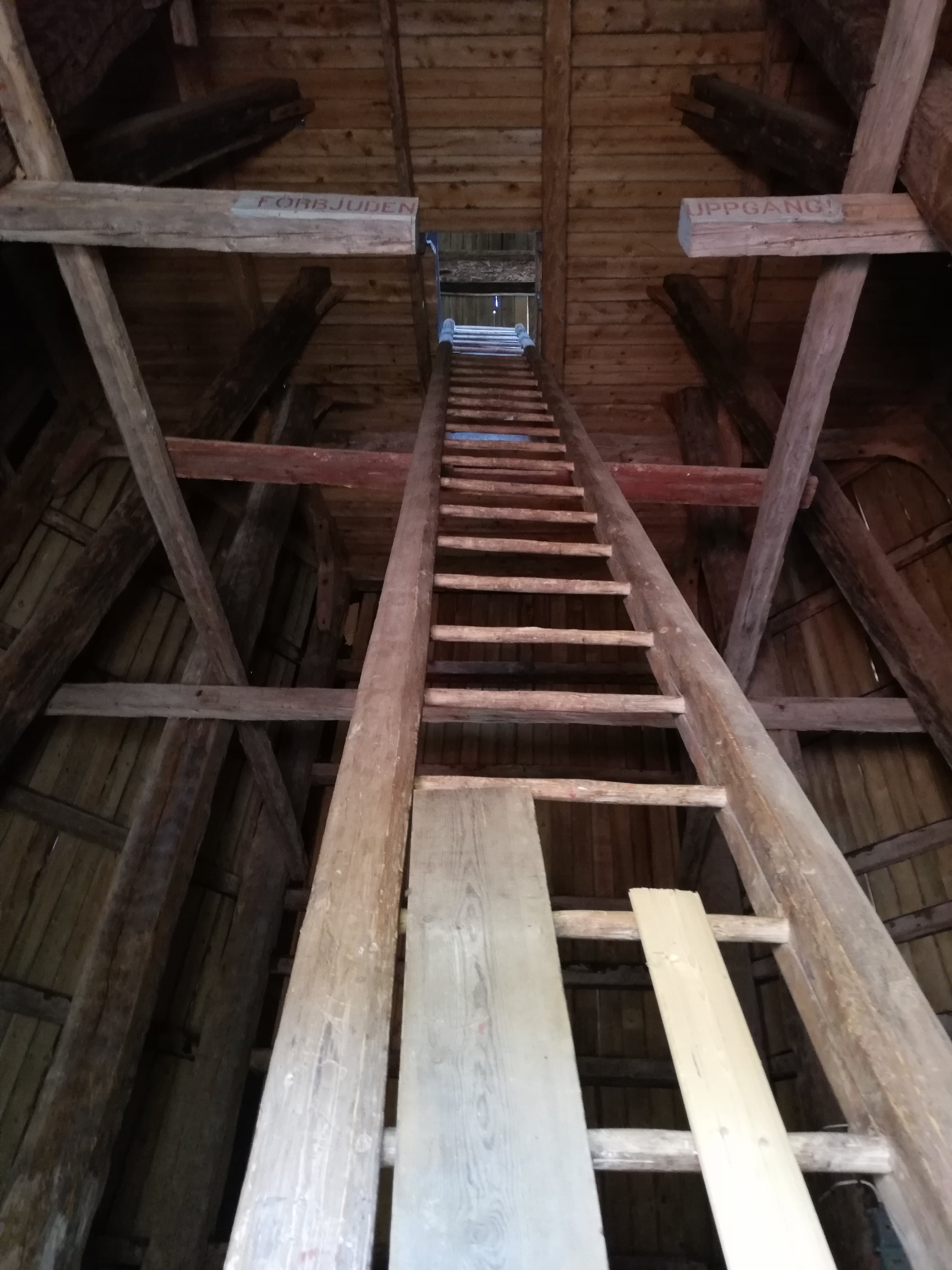
Interiör av båken på Ratuskär, Ratan.